# نئوپلازی درون‌اپیتلیومی دهانه رحم
نئوپلازی درون‌اپیتلیومی دهانه رحم (انگلیسی: Cervical intraepithelial neoplasia) یا به اختصار «CIN» که به آن دیس‌پلازی دهانه رحم هم می‌گویند، رشد غیرطبیعی سلول‌های سطحی دهانه رحم است که بالقوه، قابلیت تبدیل به سرطان دهانه رحم را دارد. به‌طور خاص، اصطلاح CIN به تغییر شکل بالقوه پیش‌سرطانی سلول‌های دهانه رحم اشاره دارد.
این تغییر معمولاً در محل اتصال بافت پوششی سنگفرشی واژن به بافت پوششی استوانه‌ای آندوسرویکس (کانال ابتدایی دهانه رحم) رخ می‌دهد. این تغییرات همچنین می‌تواند در دیواره‌های واژن و اپیتلیوم فرج رخ دهد. نئوپلازی درون‌اپیتلیومی دهانه رحم در مقیاس ۱ تا ۳ درجه‌بندی می‌شود که ۳ غیرطبیعی‌ترین است.
وجود عفونت ویروس پاپیلوم انسانی (HPV) برای ایجاد نئوپلازی درون‌اپیتلیومی دهانه رحم ضروری است، اما همه مبتلایان به این عفونت، به سرطان دهانه رحم مبتلا نمی‌شوند. بسیاری از زنان مبتلا به عفونت ویروس پاپیلوم انسانی هرگز به CIN یا سرطان دهانه رحم مبتلا نمی‌شوند. به‌طور معمول، عفونت ویروس پاپیلوم انسانی خودبه‌خود برطرف می‌شود. با این حال، کسانی که عفونت درازمدت ویروس پاپیلوم انسانی دارند که بیش از یک یا دو سال طول بکشد، در معرض خطر بالاتری برای ایجاد درجات بالای نئوپلازی درون‌اپیتلیومی دهانه رحم هستند.
همچون سایر نئوپلازی‌های داخل اپیتلیال، «نئوپلازی درون‌اپیتلیومی دهانه رحم» هم سرطان نیست و معمولاً قابل درمان است. اکثر موارد نئوپلازی درون‌اپیتلیومی دهانه رحم یا بدون تغییر باقی می‌ماند یا توسط سیستم ایمنی فرد بدون نیاز به مداخله از بین می‌رود. با این حال، درصد کمی از موارد در صورت عدم درمان به سرطان دهانه رحم، (معمولاً از نوعِ سرطان سلول سنگفرشی دهانه رحم یا SCC)، تبدیل می‌شود.

## علائم و نشانه‌ها
نئوپلازی درون‌اپیتلیومی دهانه رحم علائم اختصاصی ندارد. به‌طور کلی، علائم و نشانه‌های سرطان دهانه رحم عبارتند از:
- خونریزی غیرطبیعی یا بعد از یائسگی
- ترشح غیرطبیعی
- تغییرات در عملکرد مثانه یا روده
- درد لگن هنگام معاینه
- ظاهر غیرطبیعی هنگام مشاهده یا لمس دهانه رحم توسط پزشک

عفونت ویروس پاپیلوم انسانی فرج و واژن می‌تواند باعث زگیل تناسلی یا بدون علامت باشد.

## علل
علت نئوپلازی درون‌اپیتلیومی دهانه رحم، عفونت مزمن دهانه رحم با ویروس پاپیلوم انسانی به خصوص عفونت با ویروس‌های پاپیلوم پرخطر نوع ۱۶ یا ۱۸ است. تصور می‌شود که عفونت‌های پرخطر ویروس پاپیلوم انسانی توانایی غیرفعال کردن ژن‌های سرکوبگر تومور مانند ژن پی۵۳ و ژن RB بنابراین به سلول‌های آلوده اجازه می‌دهد تا بدون کنترل رشد کنند و جهش‌های متوالی را جمع‌آوری کنند و در نهایت منجر به سرطان شوند.
مشخص شده‌است که برخی از زنان در معرض خطر بیشتری برای ابتلا به نئوپلازی درون‌اپیتلیومی دهانه رحم هستند:
- عفونت با یک انواع پرخطر HPV، مانند ۱۶، ۱۸، ۳۱، یا ۳۳
- کمبود ایمنی (مانند عفونت HIV)
- رژیم غذایی نامناسب
- شرکای جنسی متعدد
- عدم استفاده از کاندوم
- سیگار کشیدن

علاوه بر این، ثابت شده که تعدادی از عوامل خطر احتمال ابتلای فرد به نوع CIN 3 (سرطان درجا) را افزایش می‌دهند (پائین را ببینید):
- زنانی که قبل از ۱۷ سالگی زایمان می‌کنند
- زنانی که بیش از ۱ حاملگی کامل (full term) دارند

## پاتوفیزیولوژی

ناحیه دگرسانی یا تغییر بافت

اولین تغییر میکروسکوپی مربوط به CIN، دیس‌پلازی اپیتلیال یا پوشش سطحی دهانه رحم است که اساساً توسط بیمار قابل تشخیص نیست. اکثر این تغییرات در محل اتصال بافت سنگفرشی یا ناحیه دگرسانی یا تغییر بافت دهانه رحم (transformation zone) رخ می‌دهد، یعنی ناحیه‌ای از بافت ناپایدار دهانه رحم که مستعد تغییرات غیرطبیعی است. تغییرات سلولی مرتبط با عفونت ویروس پاپیلوم انسانی، مانند کویلوسیت‌ها نیز معمولاً در نئوپلازی درون‌اپیتلیومی دهانه رحم دیده می‌شود. در حالی که عفونت با ویروس پاپیلوم انسانی برای ایجاد نئوپلازی درون‌اپیتلیومی لازم است، اکثر زنان مبتلا به عفونت ویروس پاپیلوم انسانی به ضایعات داخل اپیتلیال درجه بالا یا سرطان مبتلا نمی‌شوند. ویروس پاپیلوم انسانی به تنهایی عامل ایجادکننده نیست.
از میان ۱۰۰ نوع مختلف از ویروس پاپیلوم انسانی، تقریباً ۴۰ نوع شناخته شده‌است که بر بافت پوششی ناحیه مقعدی-تناسلی اثر می‌گذارد و میزان احتمال متفاوتی برای ایجاد تغییرات بدخیم دارند.

## تشخیص
امروزه تشخیص ویروس پاپیلوم انسانی با آزمایشی دقیق به نام «دایجین اچ‌پی‌وی» (Digene HPV) انجام می‌شود است که هم می‌تواند به عنوان آزمایشی مستقل در تشخیص به کار رود و هم به عنوان روشی کمکی هنگام انجام آزمایش پاپ اسمیر که خود یک روش غربالگری است و امکان بررسی سلول‌ها (اما نه ساختار بافتی مورد نیاز برای تشخیص) را فراهم می‌کند. کولپوسکوپی با بیوپسی هدف‌دار، روش استاندارد تشخیص این بیماری است. نمونه‌برداری جاروبی آندوسرویکال در زمان پاپ اسمیر برای تشخیص آدنوکارسینوما و پیش‌سازهای آن همراه با آگاهی پزشک/بیمار در مورد علائم شکمی مرتبط با سرطان رحم و سرطان تخمدان ضروری است. تشخیص CIN یا کارسینوم دهانه رحم نیاز به بیوپسی برای تجزیه و تحلیل بافت‌شناسی دارد.

## طبقه‌بندی

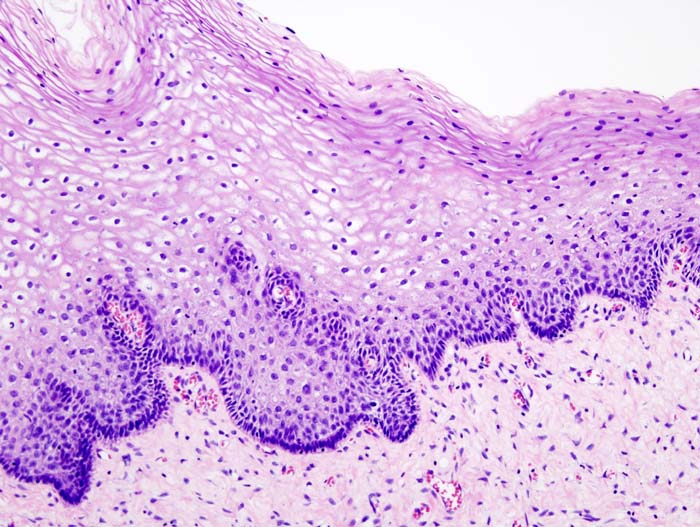
بافت پوششی طبیعی دهانهٔ رحم

در گذشته، تغییرات غیرطبیعی سلول‌های بافت پوششی دهانه رحم به صورت دیس‌پلازی اپیتلیال «خفیف»، «متوسط» یا «شدید» توصیف می‌کردند. در سال ۱۹۸۸ مؤسسه ملی سرطان «سیستم بتسدا برای گزارش تشخیص‌های سلول‌شناسی دهانه رحم/واژن» را ایجاد کرد. این سیستم راهی همسان برای توصیف سلول‌های اپیتلیال غیرطبیعی و تعیین کیفیت نمونه فراهم می‌کند، بنابراین راهنمایی روشنی برای مدیریت بالینی درمان ارائه می‌دهد.
این ناهنجاری‌ها به زیرگروه‌های «سنگفرشی» یا «غده‌ای» طبقه‌بندی شدند و سپس براساس مرحله دیس‌پلازی دسته‌بندی شدند: سلول‌های غیرطبیعی (آتیپیک)، خفیف، متوسط، شدید و کارسینوم (سرطان).
بسته به عوامل متعدد و محل قرارگیری ضایعه، نئوپلازی درون‌اپیتلیومی دهانه رحم ممکن است در هر یک از سه مرحله شروع شود و احتمال دارد پیشرفت یا پسرفت کند.
نئوپلازی درون‌اپیتلیومی دهانه رحم در درجه‌های زیر طبقه‌بندی می‌شود:
| درجهٔ بافتی         | نمای سلولی مرتبط                                 | توضیح | تصویر |
| ------------------ | ------------------------------------------------ | --- | ----- |
| CIN 1 (درجه ۱)     | ضایعهٔ درون‌اپیتلیومی سنگفرشی با درجهٔ پائین (LSIL) | - دیس‌پلازی خفیف بافت پوششی - محدود به ۱/۳ تحتانی/پایه‌ای بافت پوششی - به‌طور معمول با عفونت ویروس پاپیلوم انسانی مرتبط است - احتمال زیاد بهبود و بازگشت به سلول‌های طبیعی - مدیریت درمان معمولاً با «تحت نظر گرفتن بیمار» است.                        |       |
| CIN 2/3 (درجه ۲/۳) | ضایعهٔ درون‌اپیتلیومی سنگفرشی با درجهٔ بالا (HSIL)  | - ترکیبی از ضایعات با درجه پایین و بالا دیده می‌شود که به‌راحتی توسط بافت‌شناسی قابل تمایز نیستند - HSIL+ که دربرگیرندهٔ «ضایعهٔ درون‌اپیتلیومی سنگفرشی با درجهٔ بالا»، «یاخته‌های غیرطبیعی غده‌ای «(AGC) و «سرطان» است.                                   |       |
| CIN 2 (درجهٔ ۲)     |                                                  | - دیس‌پلازی متوسط محدود به ۲/۳ تحتانی/پایه‌ای بافت پوششی - ترکیبی از ضایعات با درجه پایین و بالا دیده می‌شود که به‌راحتی توسط بافت‌شناسی قابل تمایز نیستند - CIN 2+ دربرگیرندهٔ CIN 3 ،CIN 2، آدنوکارسینوم درجا (AIS) و سرطان است.                      |       |
| CIN 3 (درجهٔ ۳)     |                                                  | - دیس‌پلازی شدید با سلول‌های نئوپلاستیک تمایزنیافته که بیش از ۲/۳ اپیتلیوم را در بر می‌گیرد. - احتمال دارد تمامی ضخامت بافت پوششی را دربر بگیرد - گاهی به آن کارسینوم درجا دهانهٔ رحم می‌گویند. - CIN 3+ درگیرندهٔ آدنوکارسینوم درجا (AIS) و سرطان است. |       |

مکان‌های یافته‌های CIN را می‌توان بر حسب ربع‌های یک صفحه ساعت هنگامی که سوژه در وضعیت خوابیده به پشت است، توصیف کرد.

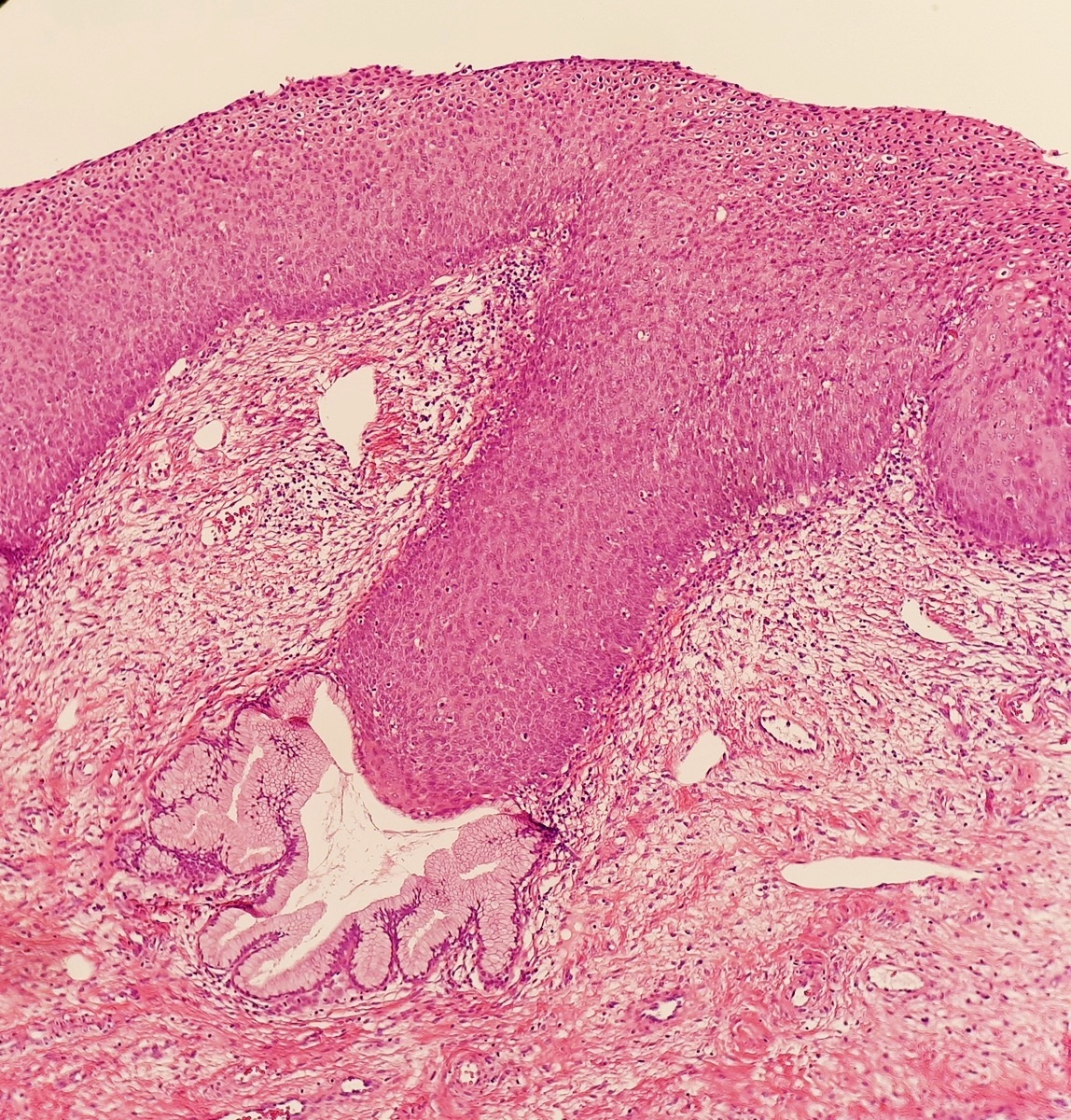
تهاجم غدد درون سرویکس با نئوپلازی‌های درون‌اپیتلیومی درجه بالا همراه است.

### تغییر در اصطلاح‌شناسی
«کالج آسیب‌شناسی آمریکا» و «انجمن کولپوسکوپی و آسیب‌شناسی دهانه رحم آمریکا» در سال ۲۰۱۲ گرد هم آمدند تا تغییراتی را در اصطلاحات پزشکی این حوزه منتشر نموده و ضایعات سنگفرشی دستگاه تناسلی مرتبط با ویروس پاپیلوم انسانی را به صورت LSIL یا HSIL به شرح زیر توصیف کنند:
- CIN 1 با عنوان جدید LSIL شناخته می‌شود.
- CIN 2 که در اثر گونهٔ پی۱۶ نباشد (که گونهٔ پرخطر این ویروس است) LSIL نامیده می‌شود. آنهایی که p16 مثبت هستند، HSIL نامیده می‌شوند.
- CIN 3 با عنوان جدید HSIL شناخته می‌شود.

## غربالگری
دو روش غربالگری موجود عبارتند از: پاپ اسمیر و آزمایش برای تشخیص ویروس پاپیلوم انسانی. نئوپلازی درون‌اپیتلیومی دهانه رحم معمولاً با آزمایش غربالگری پاپ اسمیر کشف می‌شود. هدف از این آزمایش تشخیص تغییرات بالقوه پیش سرطانی از طریق نمونه‌گیری تصادفی از ناحیهٔ دگرسانی (تغییر) بافتی (transformation zone) است. نتایج پاپ اسمیر ممکن است با استفاده از «سیستم بتسدا» گزارش شود (به بالا مراجعه کنید). حساسیت و ویژگی این آزمون در یک مرور سیستماتیک با نگاه به دقت آزمون متغیر بود. یک نتیجه غیرطبیعی پاپ اسمیر ممکن است منجر به توصیه برای انجام کولپوسکوپی دهانه رحم شود که یک روش تشخیصی در مطب است که طی آن، دهانه رحم با بزرگنمایی موضعی به‌دقت بررسی می‌شود. بیوپسی از هر ناحیه‌ای که ظاهر غیرطبیعی دارد، گرفته می‌شود.
انجام کولپوسکوپی معمولاً بسیار دردناک است و بنابراین پژوهشگران تلاش کرده‌اند تا از بهترین روش‌های تسکین درد برای زنان مبتلا به نئوپلازی درون‌اپیتلیومی که کولپوسکوپی می‌شوند، استفاده کنند. پژوهش‌ها نشان می‌دهد که در مقایسه با دارونما، تزریق یک بی‌حس‌کننده موضعی و تنگ‌کننده عروق به دهانه رحم (دارویی که باعث باریک شدن رگ‌های خونی می‌شود) ممکن است میزان خونریزی و درد در طول کولپوسکوپی را کاهش دهد.
آزمایش ویروس پاپیلوم انسانی می‌تواند بسیاری از انواع پرخطر این ویروس را که ایجادکنندهٔ نئوپلازی درون‌اپیتلیومی هستند، شناسایی کند. غربالگری ویروس پاپیلوم انسانی یا به صورت آزمایشی همزمان با پاپ اسمیر انجام می‌شود یا می‌تواند پس از آزمایش پاپ اسمیر که سلول‌های غیرطبیعی را نشان می‌دهد، انجام شود که به آن تست رفلکس می‌گویند. بسامد غربالگری بر اساس دستورالعمل‌های «انجمن اختلالات دستگاه تناسلی-تحتانی» (ASCCP) تعیین شده‌است. سازمان جهانی بهداشت همچنین دستورالعمل‌های غربالگری و درمانی برای ضایعات پیش‌سرطانی دهانه رحم و پیشگیری از بروز سرطان دهانه رحم دارد.

### پیشگیری اولیه
واکسیناسیون پیشگیری از عفونت ویروس پاپیلوم انسانی رویکردی برای پیشگیری اولیه از نئوپلازی درون‌اپیتلیومی دهانه رحم و بروز سرطان دهانه رحم است.
| واکسن                  | گونه‌ای از ویروس که هدف واکسن است                                                    | به چه کسانی تزریق می‌شود؟   | تعداد دوزها | بهترین زمان ایمن‌سازی                             |
| ---------------------- | ----------------------------------------------------------------------------------- | -------------------------- | ----------- | ------------------------------------------------ |
| گارداسیل - چهار ظرفیتی | ۶ و ۱۱ (هامل ایجاد زگیل تناسلی) ۱۶ و ۱۸ (عامل ایجاد حدود ۷۰٪ از سرطان‌های دهانه رحم) | پسران و دختران ۹ تا ۲۶ سال | ۳           | پیش از نخستین فعالیت جنسی یک مدت کوتاهی پس از آن |
| سرواریکس - دو ظرفیتی   | ۱۶ و ۱۸                                                                             | دختران ۹ تا ۲۵ سال         | ۳           | پیش از نخستین فعالیت جنسی یک مدت کوتاهی پس از آن |
| گارداسیل ۹ - نُه ظرفیتی | ۶، ۱۱، ۱۶، ۱۸، ۳۱، ۳۳، ۴۵، ۵۲ و ۵۸ (عامل ایجاد حدود ۲۰٪ از سرطان‌های دهانه رحم)      | پسران و دختران ۹ تا ۲۶ سال | ۳           | پیش از نخستین فعالیت جنسی یک مدت کوتاهی پس از آن |

توجه به این نکته مهم است که این واکسن‌ها در برابر تمام انواع ویروس پاپیلوم انسانی دخیل در سرطان، محافظت ایجاد نمی‌کنند؛ بنابراین غربالگری سرطان همچنان در افراد واکسینه‌شده توصیه می‌شود.

### پیشگیری ثانویه
مدیریت مناسب با نظارت و درمان رویکردی برای پیشگیری ثانویه از سرطان دهانه رحم در افراد مبتلا به نئوپلازی درون‌اپیتلیومی دهانه رحم است.

## مدیریت درمانی

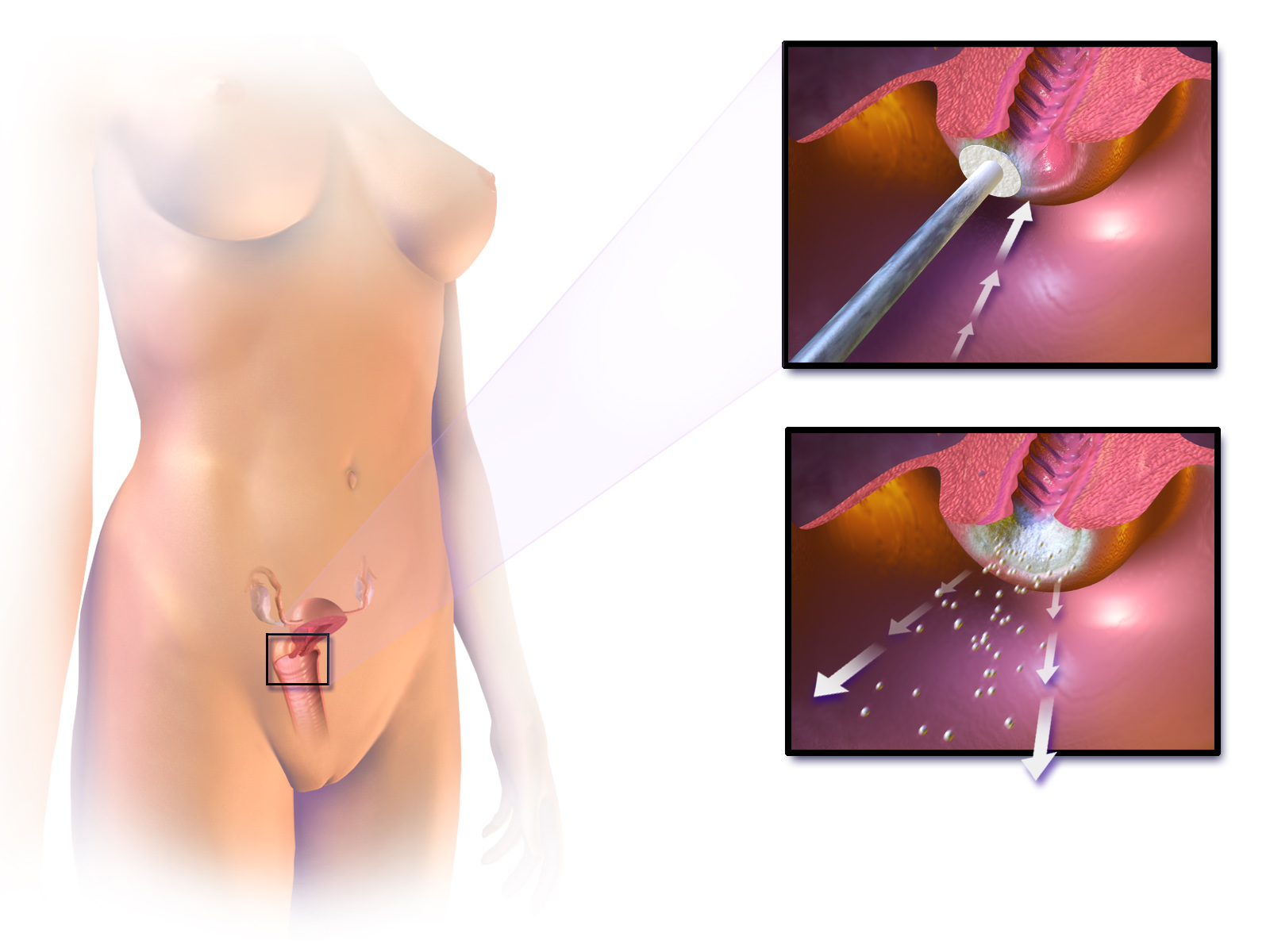
کرایوتراپی دهانهٔ رحم

درمان CIN 1 یا دیس‌پلازی خفیف، در صورتی که درگیری با آن کمتر از دو سال طول بکشد، توصیه نمی‌شود. معمولاً وقتی بیوپسی CIN 1 را گزارش می‌کند، زن مبتلا به عفونت ویروس پاپیلوم انسانی است که ممکن است طی ۱۲ ماه خود به خود برطرف شود؛ بنابراین، به جای درمان، با آزمایش و پایش‌های متعدد بعدی، پیگیری می‌شود. در زنان جوان نظارت دقیق بر پیشرفت ضایعات CIN 2 نیز منطقی به نظر می‌رسد.
درمان برای CIN با درجه بالاتر (شدیدتر) شامل برداشتن یا تخریب سلول‌های غیرطبیعی دهانه رحم با انجماد/سرمادرمانی، الکتروکوتر (سوزاندن با جریان برق)، سوزاندن با اشعه لیزر، روش برش با جراحی الکتریکی حلقه‌ای (LEEP)، یا مخروط‌برداری دهانه رحم است. آستانه معمول برای آغاز درمان، مرحلهٔ CIN 2+ است، اگرچه ممکن است رویکرد محدودتری برای افراد جوان و زنان باردار اتخاذ شود. یک بررسی کاکرین شواهد روشنی پیدا نکرد که نشان دهد کدام روش جراحی برای درمان نئوپلازی درون‌اپیتلیومی بهتر است. شواهد علمی نشان می‌دهد که گرچه رتینوئیدها در جلوگیری از پیشرفت نئوپلازی درون‌اپیتلیومی مؤثر نیستند، اما ممکن است در ایجاد پسرفت بیماری در افراد مبتلا به CIN2 مؤثر باشند. واکسن‌های درمانی در حال حاضر تحت آزمایش‌های بالینی هستند. نرخ عود مادام العمر CIN حدود ۲۰٪ است، اما مشخص نیست چه نسبتی از این موارد عفونت‌های جدید هستند تا عود عفونت اصلی.
پژوهش‌های انجام شده برای بررسی اینکه آیا آنتی‌بیوتیک‌های پیشگیرانه می‌توانند به پیشگیری از عفونت، در زنانی که تحت برداشتن ناحیه تبدیل دهانه رحم قرار می‌گیرند، کمک کند، شواهد با کیفیتی ارائه ندادند.
درمان جراحی نئوپلازی درون‌اپیتلیومی با افزایش خطر ناباروری یا کم‌باروری همراه است. مطالعه موردشاهدی نشان داد که این افزایش خطر تقریباً دو برابر است.
یافته‌های مطالعات مشاهده‌ای با کیفیت پایین نشان می‌دهد که زنانی که تحت درمان نئوپلازی درون‌اپیتلیومی در دوران بارداری قرار می‌گیرند، ممکن است در معرض افزایش خطر زایمان زودرس باشند. افراد مبتلا به اچ‌آی‌وی و CIN 2+، در ابتدا باید بر پایهٔ توصیه‌های عمومی استوار بر دستورالعمل‌های «انجمن اختلالات دستگاه تناسلی-تحتانی» (به‌روز شده در سال ۲۰۱۲) مدیریت شوند.

## عواقب
قبلاً تصور می‌شد که پیشرفتِ نئوپلازی درون‌اپیتلیومی درجه ۱ تا ۳ دهانه رحم به سمت سرطان، به‌صورت خطی است. با این حال بیشتر نئوپلازی درون‌اپیتلیومی خودبه‌خود پسرفت می‌کنند. در صورت عدم درمان، حدود ۷۰ درصد از CIN 1 ظرف یک سال پسرفت می‌کند. ۹۰ درصد ظرف دو سال پسرفت خواهند کرد. حدود ۵۰ درصد موارد CIN 2 بدون درمان در طی دو سال پسرفت می‌کنند.
پیشرفت به سرطان‌های دهانه رحم درجا (CIS) تقریباً در ۱۱ درصد از موارد CIN 1 و ۲۲ درصد از موارد CIN 2 رخ می‌دهد. پیشرفت به سمت سرطان مهاجم تقریباً در ۱٪ از موارد CIN 1 و ۵٪ از موارد CIN 2، و دست کم ۱۲٪ از موارد CIN 3 رخ می‌دهد.
پیشرفت به سوی سرطانی شدن، معمولاً ۱۵ سال - با دامنه ۳ تا ۴۰ سال - طول می‌کشد. همچنین، شواهد نشان می‌دهد که سرطان می‌تواند بدون پیشرفت قابل تشخیص در درجه‌های مختلف نئوپلازی درون‌اپیتلیومی روی دهد و نئوپلازی داخل اپیتلیال با درجه بالا می‌تواند بدون وجود درجه پایین‌تر اتفاق بیفتد.
پژوهش نشان می‌دهد که درمان نئوپلازی درون‌اپیتلیومی دهانه رحم بر شانس باردار شدن فرد تأثیر نمی‌گذارد، اما با افزایش خطر سقط جنین در سه‌ماهه دوم بارداری همراه است.

## همه‌گیرشناسی
سالانه بین ۲۵۰٬۰۰۰ تا ۱ میلیون زن آمریکایی مبتلا به نئوپلازی درون‌اپیتلیومی دهانه رحم تشخیص داده می‌شوند. زنان می‌توانند در هر سنی درگیر نئوپلازی درون‌اپیتلیومی شوند، اما معمولاً در سنین ۲۵ تا ۳۵ سالگی به آن مبتلا می‌شوند. برآورد سالانه بروز نئوپلازی درون‌اپیتلیومی دهانه رحم در ایالات متحده آمریکا در میان افرادی که تحت غربالگری قرار می‌گیرند، ۴٪ برای CIN 1 و ۵٪ برای CIN 2 و CIN 3 است.